# Локерби (сериал)
«Локерби» (англ. The Bombing of Pan Am 103) — британский телесериал с Коннором Суинделсом, Мерритт Уивер и Патриком Джей Адамсом в главных ролях. В основе сюжета сериала реальные события: взрыв авиарейса 103 авиакомпании Pan Am в 1988 году, который стал самым смертоносным терактом в истории Великобритании.
Премьера состоялась на BBC One 18 мая 2025 года.

## Сюжет
Сюжет сериала рассказывает о двух расследованиях, проведённых британским и американским правительствами по факту взрыва самолёта авиакомпании Pan Am, следовавшего рейсом 103, и последующего взрыва над шотландским городом Локерби в 1988 году.

## В ролях
- Коннор Суинделс
- Эдди Марсан
- Питер Муллан
- Лорен Лайл
- Филлис Логан
- Тони Карран
- Патрик Дж. Адамс
- Мерритт Уивер
- Джеймс Харкнесс
- Эндрю Ротни
- Паркер Сойерс
- Халид Лаит
- Аманда Дрю

## Производство
Сериал был заказан компаниями BBC One и Netflix в июле 2023 года. Его разработкой занимались компании MGM Television и Night Train Media, режиссёром стал Адам Моран-Гриффитс. Авторами сценария стали Джонатан Ли и Джиллиан Роджер Парк, режиссёром — Майкл Кейлор. Парк родилась на западном побережье Шотландии через четыре дня после катастрофы, в интервью она рассказала Deadline Hollywood: «Взрыв над Локерби очень сильно повлиял на шотландскую культуру. Я почувствовала всю тяжесть этого. Это была работа, которую я очень хотела сделать, и для меня большая честь, что меня пригласили. Это драматичная история».
Производством сериала занимаются компании World Productions совместно с MGM Television и Night Train Media, продюсером выступает Джулия Стэннард. Съёмки начнутся в Шотландии в начале 2023 года, также пройдут на Мальте и в Канаде.
В марте 2024 года Эдди Марсан, Лорен Лайл, Филлис Логан, Питер Муллан, Патрик Дж. Адамс, Коннор Суинделс, Мерритт Вевер вошли в актёрский состав.
Сериал из 6 эпизодов будет показан в Великобритании на BBC One и BBC iPlayer, а затем появится на Netflix для трансляции по всему миру.